# Manuel Rivera-Ortiz
Manuel Rivera-Ortiz (Pozo Hondo, Guayama, Puerto Rico; 23 de diciembre de 1968) es fotógrafo documental original de Puerto Rico conocido internacionalmente por su fotografía documental social sobre las condiciones de la vida regular de personas en países menos desarrollados quien vive actualmente entre Nueva York y Zúrich.

## Biografía
Rivera-Ortiz nació en una familia pobre en el barrio de Pozo Hondo, fuera del pueblo (ciudad) de Guayama en la costa caribeña de Puerto Rico. Se crio en una casucha sin agua corriente y pisos desmantelados de tierra. Su padre fue picador (a mano) de caña de azúcar en los campos de la Central Machete y Central Aguirre en los días del declive de la industria azucarera en Puerto Rico (una «central» es un molino situado en el centro de un campo de caña de azúcar), y, a raíz de la Zafra de azúcar o de la temporada de cosecha, trabajó como obrero migrante agrícola en New England (EE.UU), y los estados EE.UU del medio Atlántico.
Cuando Rivera-Ortiz cumplió sus 12 años de edad, su padre se mudó con los niños a la parte continental de EE. UU. en Holyoke, Massachusetts. Rivera-Ortiz asistió clases en los colegios Mt. Holyoke y Springfield College como parte del programa de verano de Educación Migrante de Massachusetts, donde se le ofreció sus primeros cursos de fotografía y revelado de películas. La familia se trasladó después a Rochester, Nueva York. Aunque el español es su idioma original, Rivera-Ortiz se graduó cum laude en Inglés y Literatura del colegio Nazareth College en el 1995, y recibió su diploma de maestría de la Universidad de Columbia Escuela de Periodismo en la Ciudad de Nueva York en el 1998. Después de su graduación de la Universidad de Columbia, trabajó como periodista en periódicos y revistas (por ejemplo, ELLE, y periódicos Gannett). Luego se involucró en el fotoperiodismo y la fotografía documental. Rivera-Ortiz ahora vive entre Rochester, Nueva York y Zúrich.

## Obra

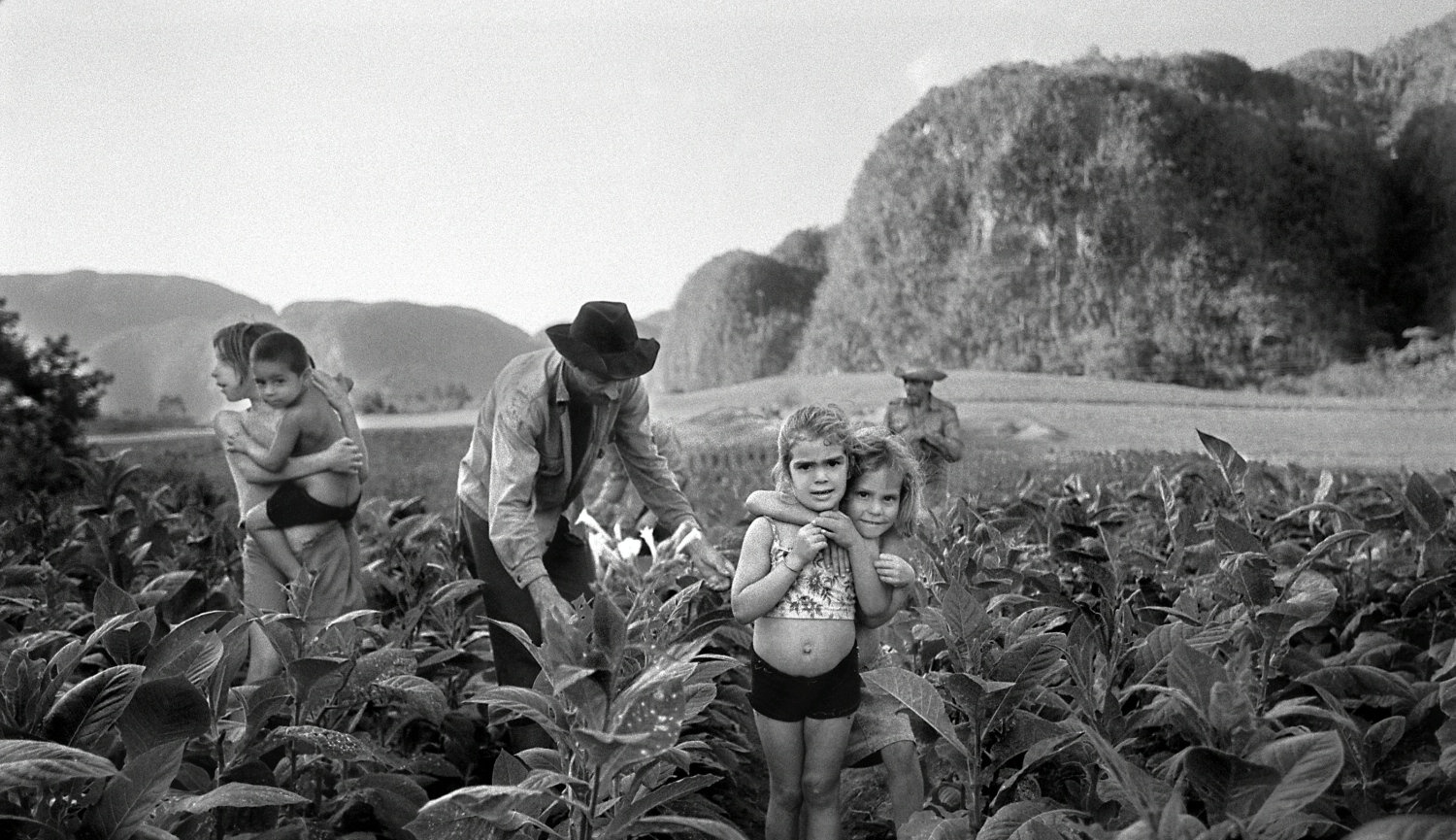
"La cosecha del tabaco, Valle de Viñales, Cuba" 2002.

Rivera-Ortiz es conocido internacionalmente por su fotografía documental social sobre las condiciones de la vida regular de personas en países menos desarrollados. Sus fotos se encuentran en colecciones permanentes de varios museos, incluyendo el George Eastman House International Museum of Photography and Film y el Museo Nelson-Atkins. En 2004 Rivera-Ortiz recibió el premio En Foco New Works Photography Award, y en el 2007, recibió también el premio Artista del Año, de parte del Consejo de Artes y Cultura de Greater Rochester, Nueva York; un premio por lo general otorgado a artistas a medio de su carrera y no al inicio. En el 2002, Rivera-Ortiz fotografió en Cuba, comparando las condiciones que encontró allí a las de Puerto Rico de su juventud. Él ha expuesto fotografías que muestran la dignidad de los de castas Dalit (Intocables) de la India y los aimara que viven en el árido altiplano de Bolivia. También ha expuesto trabajo desde Kenia (África) a Turquía y hasta Tailandia. La Universidad de Puerto Rico, en relación con el Museo de Arte de Puerto Rico, destacaron recentemente el trabajo de Rivera-Ortiz en cursos sobre fotógrafos contemporáneos reconocidos original de la Isla.
En 2009, Rivera-Ortiz fundó la Fundación Manuel Rivera-Ortiz para la Fotografía y el Cortometraje Documental (The Manuel Rivera-Ortiz Foundation for Documentary Photography & Film). Sú fundación tiene en mente otorgar premios a fotógrafos cuyo trabajo se centra en la pobreza alrededor del mundo.
Con sus fotos, Rivera-Ortiz consigue conciliar la aparente contradicción entre el proceso documental, y una sensibilidad artística extraordinaria. Es por esta razón que hoy sus imágenes continúan recibiendo sobre de la más alta estima entre fotógrafos como él quienes logran ofrecerle al exigente público imágenes que son a la misma vez extraordinaria, ya que también impactantes a nivel mundial.

## Fundación Manuel Rivera-Ortiz para la Fotografía y el Cortometraje Documental
La Fundación Manuel Rivera-Ortiz para la Fotografía y el Cortometraje Documental (The Manuel Rivera-Ortiz Foundation for Documentary Photography & Film) es una organización sin fines de lucro con sede en Rochester, Nueva York. La Fundación fue establecida en el 2009 por Rivera-Ortiz con cuya misión de apoyar fotógrafos usualmente bajo representados en el mundo fotográfico. Esta misión en particular se lleva a cabo en esos países menos desarrollados y de bajo ingreso en cuatro áreas de programas específicos: publicaciones de libros, exposiciones itinerantes, premios y becas, y programas educativos.

## Cotizaciones

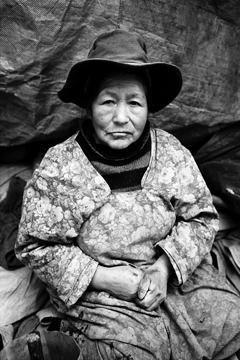
Viuda de las minas, Potosí, Bolivia 2004

"La serie de fotos de Cuba por Manuel Rivera-Ortiz es como tomarse un viaje de cine verité [realista e documental], a través de un paisaje accesible y mítico. Sus panorámicas captan su conexión inherente a un medio ambiente el cual pincha nuestros sentidos. Nos sentimos de inmediato envueltos en un lugar familiar e primordial. Es en este lugar el cual esperamos con ansiedad quedemos anclados a una orden social vibrante, mientras esta se prepara para los temblores que crecen sobre impulsos en el horizonte. La atraidora foto de dos niñas abrazadas [izquierda], rodeadas entre exuberante vegetación y trabajadores, miembros de su familia, habla de la continuidad y enlazos de amor y visión en un paraíso familiar propio."—Frank Gimpaya, Fotógrafo y Profesor Adjunto, Saint Peter's College
"Lo que es palpable y distintivo de las fotos de Rivera Ortiz es su profunda humanidad. El corazón lo sabe. El corazón de Rivera-Ortiz le instruye a reconocer, en una esquina de una calle de un pueblo remoto, lo universal en lo particular. El esculpe de un paisaje un momento, el cielo, un río, especias de vendedores en la carretera, una madre y un hijo, un hombre sin un brazo. Manuel Rivera-Ortiz hace posible que nosotros podamos viajar con él y ver lo que no siempre es evidente al ojo extranjero del ser humano. Él nos lleva al más allá del registro de estas verdades tan sencillas. Él tiene el valor de primeramente experienciar tales vidas como la suya, para después traernos al resto de nosotros una invitación apremiante a abrir nuestros propios corazones."—Susana Tubert, Productora Ejecutiva y Cofundadora de TeatroStageFest (Manhattan)
"Las fotos tomadas por Manuel Rivera-Ortiz de personas que viven en aldeas pobres desde Turquía, a Tailandia, Bolivia y hasta la India no falsifican o idealizan la pobreza de sus sujetos ni de ninguna forma explícitamente crítican a los sistemas políticos o económicos que crean esas condiciones. Al enfocarse exclusivamente en el pueblo que pueblan las aldeas pobres del mundo las cuales visita, el capta toda la gama de las emociones humanas: la desconfianza, el miedo, la curiosidad, la amistad, la felicidad. Crítica social si puede cocer a fuego lento bajo la superficie de su trabajo, pero el mensaje principal de las imágenes de Rivera-Ortiz parece ser que la esperanza y la creatividad no son mutuamente excluyentes a la pobreza."—Nick Stillman, Editor, New York Foundation for the Arts, "Current"
"La ironía de mi fotos es que tales imágenes siempre me recuerdan de mi pasado. Pero la vida continúa sin tener en cuenta las luchas de mi propio crecimiento. Es por esto que hoy hago estas fotos para prestar la voz que se me ha dado a aquellos que como yo en en ese entonces, todavía siguen viviendo en la pobreza hoy en día."—Manuel Rivera-Ortiz
"Durante los primeros 12 años de mi vida no sabía lo que algún día lograba a tener nada o ser nadie. Durante gran parte de mi vida, vivíamos en casucha sin agua corriente, electricidad, cocina, nevera, sin servicios comunes ... Una de nuestras viviendas hasta tenía piso de tierra ... En realidad nunca toque teléfono hasta que al final nos fuimos de la Isla a los EE.UU. En ese ayer estábamos constantemente en movimiento de una forma o otra, cambiando de hogar de nuestra propia barraca a vivir con familiares cuando las cosas se ponían difíciles. ¡Una vez que nos habíamos acomodado, recogíamos las cosas para empezar nuestra mudanza constante de nuevo! Cambiando tanto de escuela fue de lo peor. Ya para los 12 años había asistido una media docena de escuelas con toda la agitación constante. Me sorprende hoy que al final pude terminar con honores y a tiempo. Eso fue una gran bendición, a pesar de todas las dificultades."—Manuel Rivera-Ortiz

## Exposiciones individuales
- 2008 Swiss Re, Zúrich, Suiza

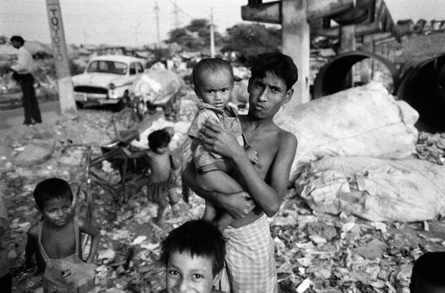
City Dump, Yamuna River Slum, Delhi, India 2005

- 2008 Nuyorican Poets Café, Nueva York, NY
- 2007 Memorial Art Gallery, Rochester, NY
- 2007 William Whipple Art Gallery, Southwest Minnesota State University, Marshall, MN
- 2007 Columbia University Joseph Pulitzer Graduate School of Journalism, Nueva York, NY
- 2007 El Museo Francisco Oller y Diego Rivera, Buffalo, NY
- 2004 Link de la Galería 2004, City Hall, Rochester, NY
- 2004 Weitmann Gallery, Washington University, St. Louis, MO

## Exposiciones colectivas
- 2013 Ikono Gallery, Bruselas, Bélgica
- 2013 Galerie Huit, Arlés, Francia
- 2007 Art Off The Main, Art Expo, Puck Building, New York, NY
- 2007 La Galería del Centro, Miami Dade College, Wolfson Campus, Miami, FL
- 2006 George Eastman House, Rochester, NY
- 2005 Chelsea Art Museum, Nueva York, NY
- 2003 Credit Suisse, Nueva York, NY

## Publicaciones
- Percepciones en Blanco & Negro - Colombia, Ediciones Adéer Lyinad, 2009, Fotografía Colombiana, Bogotá, Colombia[19]
- Voces En Primera Persona, Simon & Schuster, 2008, ISBN 1-4169-8445-3 Simon & Schuster, Nueva York, NY Simon & Schuster
- Un Viaje de Autodescubrimiento, Rangefinder Magazine PDF-Online, CA, USA
- Una Entrevista con el Fotógrafo Manuel Rivera-Ortiz, Entrevista en Buffalo Rising, Buffalo, NY
- Viajeros: North American Artist / Photographers’ Images of Cuba, Lehigh University Art Galleries, 2005, Bethlehem, PA

## Colecciones
- Columbia University Graduate School of Journalism, Nueva York, NY
- George Eastman House, Rochester, NY[11]
- Lehigh University Art Galleries, Bethlehem, PA[20]
- Museo Nelson-Atkins[12]
- Swiss Re, Zúrich, Suiza